# Sentido del gusto en carnívoros
El sentido del gusto en los miembros del orden Carnivora, con un consumo exclusivo de carne o peces, tiene diferencias marcadas respecto a otros mamíferos y miembros del orden, por la alta especialización de su dieta. Su carnivoría completa está acompañada de una incapacidad de percibir sabores dulces y una alta sensibilidad al sabor Umami, así mismo, algunas especies perderán la capacidad de percibir este último, debido a las condiciones del medio en que habitan.

## El sentido del gusto en mamíferos
El sentido del gusto ha evolucionado en vertebrados a partir de cambios en el hábitat de los organismos, especialmente con relación a la humedad del mismo. Así, al colonizar ambientes terrestres, los animales adquieren una lengua cuyo epitelio se estratifica y queratiniza, para funcionar fuera del agua. En el caso de los mamíferos dichas características son bastante notorias y la lengua adquiere funciones secundarias, como lo es el acicalamiento. A partir de ello, la lengua adquiere una morfología determinada, con papilas gustativas filiformes (Ver figura #1), las cuales no cumplen una función sensorial, presentan una queratinización más fuerte y resisten una mayor deformación, que facilita la limpieza del cuerpo (Iwasaki, 2002)
Los mamíferos en general son utilizados ampliamente para la evaluación del sistema del gusto, dado que su comportamiento es ampliamente conocido. Dicho estudio depende de la posibilidad de registrar conductas relacionadas con la respuesta ante estímulos de presencia/ausencia del sabor o conductas generadas por condicionamiento para evaluar la respuesta a distintas concentraciones de una sustancia en especial (García-Bailo et al, 2009). En general, se ha concluido que los mamíferos están en capacidad de percibir sabores salados, dulces, umami amargos y ácidos. La percepción de los tres primeros es importante en la elección del alimento con mejores características nutricionales, mientras los dos últimos son importantes para establecer el estado de conservación del alimento. Así pues, los mamíferos están en capacidad de degustar variaciones en la concentración de los tres primeros sabores y en el tipo de sustancia percibida (por ejemplo, distintos tipos de edulcorante), mientras solo perciben la intensidad y presencia de sabores amargos y ácidos (García-Bailo et al, 2009).
En cuanto a las células sensoriales relacionadas con el gusto, se sabe que presentan ciertos receptores especializados en la detección de uno de los 5 sabores conocidos. La teoría más apoyada actualmente plantea que cada célula está sintonizada para responder más fuertemente a un solo tipo de sabor y su información es llevada por un solo nervio también sintonizado hacia el sistema nervioso central, como se observa en la figura #2 (Chandrasekar et al, 2006). Los receptores para dichos sabores se clasifican en dos grupos:
- Receptores TRC: Para la percepción de sabores atractivos como dulce y umami, además del amargo
- Receptores PKD: Para la percepción de sustancias ácidas.

## Comportamiento y sentido del gusto en felinos
Las diferencias en las preferencias gustativas de los felinos respecto a otros mamíferos como los humanos han sido notorias desde la segunda mitad del Siglo XX. En dichos estudios, se exponían gatos domésticos Felis silvestris catus a líquidos como agua o leche con distintas concentraciones de azúcares y se evaluaba su preferencia por alguna de ellas. A partir de ellos, se pudo concluir que los felinos rechazaban sustancias con muy bajas concentraciones de azúcares como la sacarina, que pueden ser percibidos como dulces o amargos; mientras eran totalmente indiferentes a la presencia de sustancias netamente dulces (Bartoshuk, 1975).
En el comportamiento natural de los félidos, es notoria su dieta totalmente carnívora; a diferencia de otros miembros del orden Carnivora, como los perros, que presentan dietas omnívoras y pueden ser atraídos por sustancias con altos contenidos de carbohidratos como frutas. Así pues, se llegó a la conclusión que el desinterés e incapacidad de percibir sustancias dulces era un producto de la evolución hacia una dieta altamente especializada (Li et al, 2005).

## Estudios genéticos y electrofisiológicos del gusto en felinos
Una vez descubierta la familia de receptores relacionados con la percepción de sabores dulces, se procedió a establecer los genes relacionados con la misma, su herencia y evaluar la presencia de diferencias entre felinos y otros animales. Los receptores pareados de tres proteínas G (GPCRs), que incluyen T1R1, T1R2 y T1R3, se expresan en pares para determinar qué tipo de sustancia se percibe. Su respuesta electrofisiológica a distintos sabores se observa en la Figura #3; en ella, resalta la respuesta de todos los receptores a las sustancias saladas. Al respecto, se especula que la activación de dichos receptores está mediada por la entrada de sodio (Na) por medio de canales sensibles a amiloide, sin embargo, el funcionamiento exacto se desconoce.
En el caso del dulce, el heterómero encargado está formado por T1R2 y T1R3. Estudios realizados en el año 2005 (Li et al, 2005), permitieron concluir que el gen a cargo de la codificación de la proteína T1R3 tiene una estructura completa en felinos, muy similar a la de otros animales y que efectivamente produce ARN y expresión proteica detectable. Sin embargo, el gen de la proteína T1R2 presenta una deleción importante en el exón #3 y cuatro codones de terminación adicionales, que lo transforman en un pseudogen. Aparentemente, dicha secuencia nunca se transcribe a ARN o éste es degradado rápidamente y no se ha detectado.
En contraste, el heterómero encargado de la percepción de aminoácidos (sabor umami), conformado por T1R1 y T1R3 funciona satisfactoriamente, lo que concuerda con la ecología sensorial de los felinos, teniendo en cuenta que el contenido de aminoácidos y nucleótidos en el alimento es indispensable para determinar su calidad y las preferencias del individuo.

## La pérdida del gusto en Carnivora
Ya determinada la causa de la incapacidad para percibir sabores dulce en los felinos, se procedió a establecer en qué punto de la filogenia surgía esta modificación y qué relación tenía con las características ecológicas de los individuos.
Para ello, se realizaron inicialmente estudios comportamentales que buscaban comparar las preferencias de gatos y perros por distintas sustancias dulces. Esto, permitió concluir que los perros sí presentan un interés marcado y preferencia por azúcares naturales, como glucosa, lactosa y maltosa, que son indiferentes a los gatos (Li et al, 2006). Por tanto, Li et al (2005), plantean que la pérdida del gusto por sabores dulces debió aparecer previo a la distinción entre los grupos Feliformia y Caniformia del orden Carnivora.
Lo anterior, fue reafirmado por medio de estudios electrofisiológicos, en los cuales se midió la respuesta del chorda tympani a distintas concentraciones de azúcares. En ellos, se hizo notoria la respuesta del perro a concentraciones muy bajas de azúcares (Beidler et al, 1955). Mientras grabaciones electrofisiológicas al nivel de receptores y células sensoriales permitieron identificar, como ya se mencionó, que los gatos solo responden a concentraciones altas de azúcares que estimulan los receptores del sabor amargo.

## Conductas alimentarias y ecología sensorial
Al comparar la familia Felidae con otros miembros del orden Carnivora de dieta exclusivamente carnívora, ha sido posible encontrar que no son los únicos con incapacidad para percibir ciertos sabores. Jiang et al (2012) realizaron una interesante comparación entre felinos y 7 otros carnívoros exclusivos de distintas familias. Todos ellos presentaron la misma pseudogenización del gen Tas1r2 (a cargo de la formación del receptor T1R2); sin embargo, se marcan diferencias adicionales a partir de su ecología, sus preferencias alimenticias, la forma en que consumen el alimento y su hábitat.
Así pues, los animales acuáticos tienden a perder la capacidad para detectar el sabor umami, debido a que el receptor T1R1 también pierde su funcionalidad. Esto, se ve apoyado en el consumo de carnes dentro del agua, debido a que éste líquido enmascara la percepción de azúcares y aminoácidos, agregando una sensación amarga al alimento (Bartoshuk, 1975). En contraste, el león marino (Otariinae) y el delfín de pico botella (Tursiops sp.), conocidos por tragar sus presas enteras, sin masticarlas o saborearlas, presentan pseudogenización de los tres genes (Tas1r1, Tas1r2 y Tas1r3)(Jiang et al, 2012).
Más aún, el oso panda (Ailuropoda melanoleuca) también tiene una pseudogenización del receptor Tas1r1, mientras el gen Tas1r2 se mantiene funcional; de manera tal que perdería la detección de umami y “recuperaría” la de sabores dulces. Esto, se encuentra altamente relacionado con su cambio de una dieta carnívora (común a los osos), por la dieta totalmente herbívora que presenta en la actualidad (Jiang et al, 2012).
Finalmente, cabe resaltar que el planteamiento de estas relaciones entre ecología y sensorialidad a un nivel evolutivo deben hacerse con gran cuidado y nunca asumiendo que ella es la verdad absoluta. Al respecto, Zhao & Zhiang (2012), refutan las conclusiones mencionadas anteriormente, al resaltar que existen múltiples excepciones que impiden relacionar procesos de pseudogenización con especializaciones dietarias. Así pues, otros mamíferos han presentado una pseudogenización de Tas1R1, sin que ello haya resultado en una tendencia a la carnivoría, como ocurre en todos los miembros del orden Chiroptera. De la misma forma, se registran ejemplos de animales totalmente carnívoros que no pierden la funcionalidad del receptor T1R2, como el hurón y la nutria Canadiense.